# Football Manager 2011
O Football Manager 2011, ou simplesmente FM11, é um jogo eletrônico da série de jogos Football Manager, que têm tido imenso sucesso na indústria de videogames desde 2005. O Football Manager 2011 foi lançado no Microsoft Windows e no Mac OS X em 05 de novembro de 2010. Também  foi lançado na PlayStation Portable em 26 de novembro de 2010.

## Jogabilidade
Novas funcionalidades:
- Papéis de agentes foram melhorados, haverá cinco tipos de agentes que negociam contratos.
- As negociações com o jogador serão feitas "cara-a-cara", a fim de aumentar o realismo do jogo.
- Interação com outros jogadores e dirigentes foi melhorado, tornando possível ter conversas particulares com os jogadores.
- A sessão de notícias e a caixa de entrada foram fundidas para trás junto com um novo olhar, e há mais opções para assinaturas.
- O motor do jogo foi melhorado para incluir emoção ao jogador, ou seja, os jogadores vão reagir de forma mais visível do que está acontecendo em campo.
- E foi incluída a "reputação da liga dinâmica" que significa que se os jogadores do jogo assumirem um clube em uma nação menos importante, e levar esse clube à glória, a reputação do campeonato daquele país irá aumentar.

## Competições
Copas Internacionais de Clubes
- Campeonato Mundial de Clubes
- Campeonato Pan-Pacífico

Copas Internacionais de Nações
- Copa do Mundo
- Qualificação Copa do Mundo
- Jogos Olímpicos
- Qualificação Jogos Olímpicos (Ásia, América do Norte, Oceania, América do Sul)
- Campeonato Europeu de Futebol
- Qualificação Campeonato Europeu de Futebol
- Campeonato Africano das Nações
- Qualificação Campeonato Africano das Nações
- Copa da Ásia
- Qualificação Copa da Ásia

África
- Liga dos Campeões da CAF
- CAF Taça da confederação
- Copa Super
- África do Sul

América do Sul
- Copa Libertadores da América
- Copa Sul-Americana
- Recopa Sul-Americana

Europa
- Liga dos Campeões da UEFA